# Cycloseris mokai
Espèce
Cycloseris mokai est une espèce de coraux appartenant à la famille des Fungiidae.